# Caulonia
Caulonia (tiếng Hy Lạp: Kaulonia) là một đô thị ở tỉnh Reggio Calabria trong vùng Calabria, Ý, có cự ly khoảng 60 km về phía tây nam của Catanzaro và khoảng 70 km về phía đông bắc của Reggio Calabria. Tại thời điểm ngày 31 tháng 12 năm 2004, đô thị này có dân số 7.542 người và diện tích là 100.7 km².
Đô thị Caulonia có các frazioni (các đơn vị cấp dưới, chủ yếu là các làng) Crochi (tiếng Hy Lạp: Krokoi), S.Nicola (tiếng Hy Lạp: Aghios Nikolaos), Focà (tiếng Hy Lạp: Phocea), Campoli, Agromastelli (tiếng Hy Lạp: Agromastelloi), Ursini, và Cufò (tiếng Hy Lạp: Koufò).
Caulonia giáp các đô thị: Nardodipace, Pazzano, Placanica, Roccella Ionica, Stignano.

## Lịch sử
Caulonia đã được thành lập giữa thế kỷ 7 và 8 trước Công nguyên, với một vài nhà lịch sử cho rằng thời điểm thành lập khoảng năm 722. Đầu tiên, những người thực dân Achaea Hy Lạp định cư ở đây, là một phần của Magna Graecia. Trong một thời gia, khu vực này do Crotone cai quản, Caulonia đã trở thành một quốc gia-thành phố, tự đúc tiền riêng của mình. Theo Thucydides, trong thời kỳ chiến tranh Peloponnesia (431-404 trước CN), người Caulonia đã cung cấp Athens gỗ để đổi lấy tàu. Kho gỗ tại Caulonia đã bị tấn công và thiêu rụi bởi các lực lượng từ Syracuse. Bắt đầu năm 389 trước Công nguyên, Caulonia bị nhiều nhóm khác nhau thôn tín và cai trị. Năm 200 trước Công nguyên, thị xã bị người La Mã phá hủy hoàn toàn khi Caulonia theo phe Hannibal trong chiến tranh Punic. Sau đó người La Mã đặt tên thị xã này bằng tiếng Latin Castlevetere.
Caulonia có tên Castlevetere trong gần 2000 năm cho đến năm 1862, khi thị xã lấy lại tên cũ Caulonia sau khi Ý thống nhất.
Trong năm ngày tháng 3 năm 1945, sau khi chế độ phát xít của Benito Mussolini bị lật đổ, thị xã Caulonia đã trở thành "Cộng hòa Caulonia," một nước cộng hòa do một thầy giáo tiểu học tên là Pasquale Cavallaro lãnh đạo.